# Hangspitze
Die Hangspitze ist ein 1746 m ü. A. hoher Berg im österreichischen Bundesland Vorarlberg in der Region Bregenzerwald.
Die Hangspitze kann von Mellau in etwa drei Stunden erreicht werden, eine Gondelbahn oder einen Sessellift gibt es nicht. Außerdem bietet sich eine Grattour von der Hangspitze über den Leuenkopf zur Mörzelspitze an, die rund eineinhalb Stunden dauert und gute Trittsicherheit erfordert.

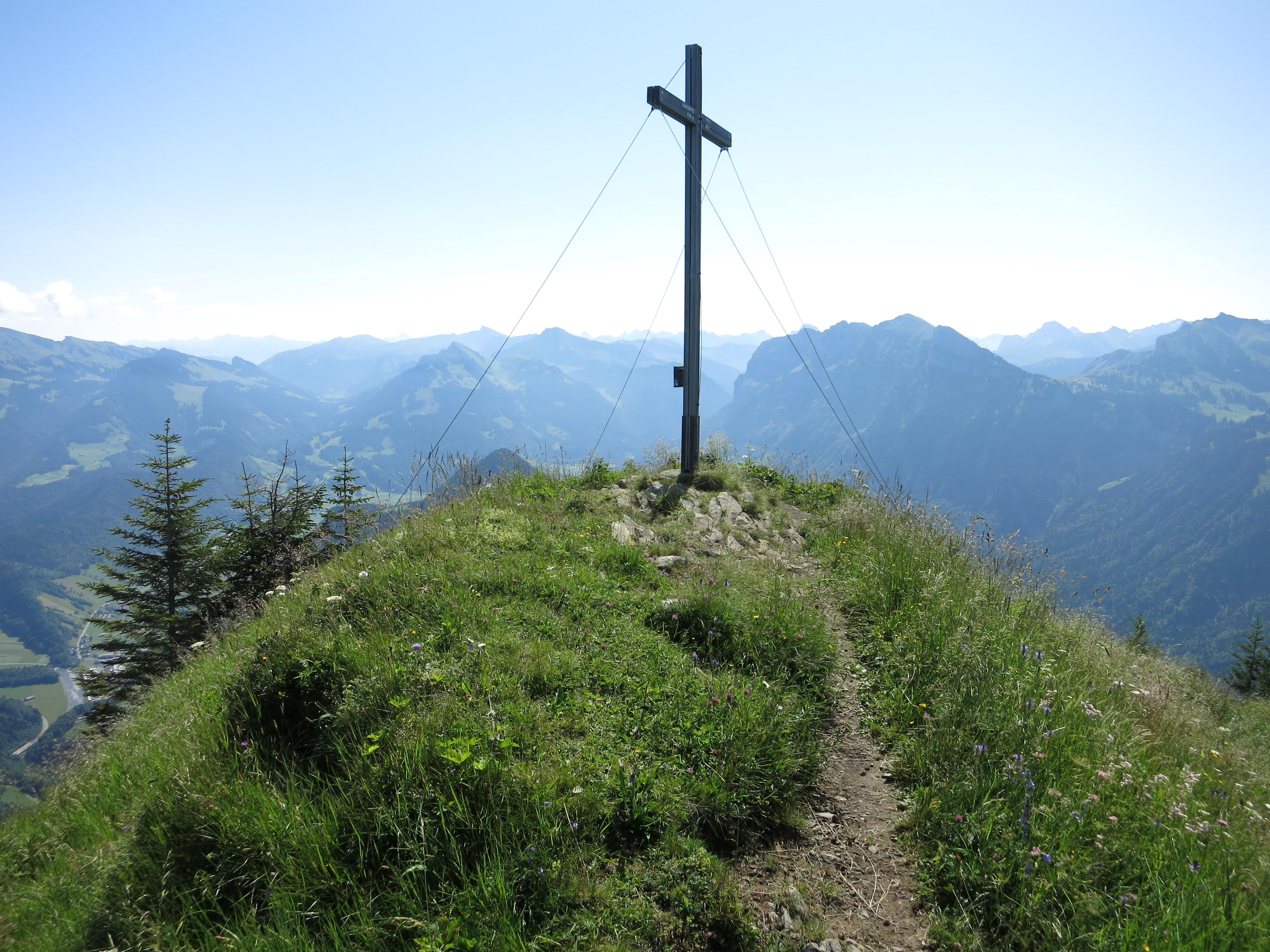
Hangspitze Gipfel